# L'Incrédulité de saint Thomas (Le Caravage)
Pour les articles homonymes, voir Incrédulité de Thomas.
L'Incrédulité de saint Thomas (en italien Incredulità di San Tommaso) est un tableau de Caravage peint vers 1603 et conservé au Palais de Sanssouci de Potsdam.

## Historique
Ce tableau est une commande du marquis Vincenzo Giustiniani (avec Saint Matthieu et l'Ange dans sa première version) effectuée pendant la période romaine du peintre, après qu'il a quitté le Palazzo Madama et la protection du cardinal del Monte.
Le tableau est présent dans les collections royales de Prusse. Maintenu à Potsdam, il est resté intact après la Seconde Guerre mondiale.
C'est le tableau le plus copié de Caravage : vingt-deux exemplaires sont connus du XVIIe siècle.

## Thème
Selon les textes (Évangile selon Jean) et l'iconographie chrétienne, Thomas, le seul apôtre n'ayant pas assisté au premier retour du Christ ressuscité, doutant que l'homme en face de lui soit Jésus crucifié et meurtri par les Cinq-Plaies, sur l'injonction de celui-ci (« Mets ici ton doigt, et regarde mes mains ; approche aussi ta main, et mets-la dans mon côté »), touche de ses doigts sa plaie béante au côté.

## Description
Sur un fond sombre propre au style de Caravage, trois personnages habillés de rouge à droite sont vus partiellement penchés vers le Christ : au premier plan, saint Thomas, fortement penché le bras gauche appuyé sur la hanche ne laisse voir que son torse, un autre apôtre derrière lui sa tête seule et le haut du bras et de l'épaule, le troisième n'apparaît que par le haut de son visage, le crâne éclairé par la lumière venant de la gauche du tableau à droite. Le Christ, à gauche est vu en buste aux trois quarts dévoilant la plaie à son côté droit, en ouvrant son habit clair. Saint Thomas, l'index dans la plaie même, a sa main tenue fermement par le Christ. Les autres stigmates sont également visibles au centre des mains.

## Analyse
Le contraste est appuyé picturalement entre un Jésus ressuscité en blanc à gauche vu en buste des trois quarts (suivant les canons de la peinture des Flandres et de Venise et arrivant alors à Rome) et les trois apôtres, à droite, en rouge, émergeant de l'obscurité. Les trois apôtres sont marqués par leur vie : leurs visages barbus sont burinés et portent des rides et l'habit de Thomas laisse voir un haut de manche décousu.
L'écrivain Glenn W. Most a fait une analyse philologique, textuelle et artistique de l'œuvre : [ici] saint Thomas touche avec le doigt la plaie du côté du Christ. Or l'Évangile de saint Jean XX/27 dit « mets ton doigt dans le trou de ma main, mets ta main dans mon côté » ; et saint Thomas répond de suite « mon seigneur et mon Dieu », et il ne touche donc pas et croit en ayant simplement vu comme les autres disciples une semaine auparavant. C'est l'annonce de la Foi de ceux qui croiront sans toucher.

#### Article
- (de) Astrid Nettling, « Der „Ungläubige Thomas“ von Caravaggio : „Er sah und berührte lebendiges Fleisch“ », sur Deutschlandfunk, 2016.
- Olivier Cheval, « Toucher la plaie. Tactilité de la visualité chrétienne de L’Incrédulité de Saint Thomas du Caravage à Mourir comme un homme de Joao Pedro Rodrigues », Entrelacs [En ligne], 10 | 2013 URL : http://journals.openedition.org/entrelacs/487

#### Ouvrages
- Sybille Ebert-Schifferer (trad. de l'allemand par Virginie de Bermond et Jean-Léon Muller), Caravage, Paris, éditions Hazan, 2009, 319 p., 32 cm (ISBN 978-2-7541-0399-2).
- Roberto Longhi (trad. de l'italien par Gérard-Julien Salvy), Le Caravage, éditions du Regard, 2004 (1re éd. 1927), 231 p. (ISBN 2-84105-169-2).
- Gérard-Julien Salvy, Le Caravage, Paris, Gallimard, coll. « Folio biographies » (no 38), 2008, 316 p., 18 cm (ISBN 978-2-07-034131-3).